# دوشیزه زیبا
دوشیزه زیبا (نام علمی: Calopteryx virgo) گونه‌ای سنجاقک است که در سرده سنجاقک‌های کالوپتریکس قرار دارد. دوشیزگان زیبا بیشتر در کنار رودهای پرسرعت دیده می‌شوند. جنس ماده معمولاً حدود ۳۰۰ تخم بر روی گل‌های آلاله می‌گذارد.

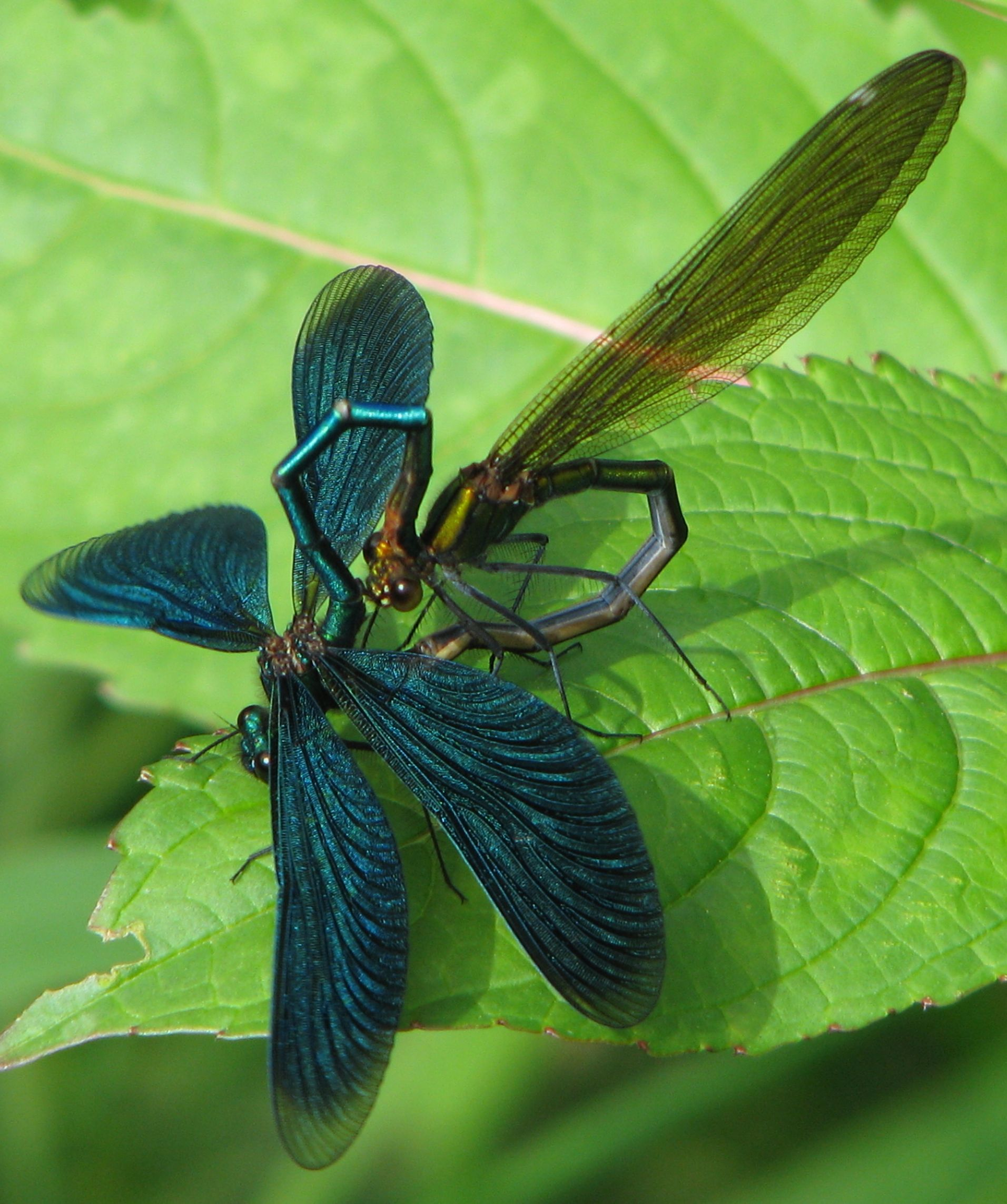